# Bella Vista (Itapúa)
Bella Vista è un centro abitato del Paraguay, nel dipartimento di Itapúa. La località forma uno dei 30 distretti in cui è suddiviso il dipartimento. La località è chiamata anche Bella Vista Sur per distinguerla dall'omonima località nel dipartimento di Amambay.
Insieme alle vicine località di Obligado e Hohenau, anch'esse fondate da coloni tedeschi, forma un'unità culturale e produttiva omogenea alla quale viene dato il nome di "Colonias Unidas".

## Popolazione
Al censimento del 2002 Bella Vista contava una popolazione urbana di 2.098 abitanti (9.193 nel distretto), secondo i dati della Dirección General de Estadística, Encuestas y Censos.

## Storia
La località è stata fondata il 12 ottobre 1918 dai due coloni di origine tedesca Erdmann Fischer e Josef Bohn. Il 4 settembre 1959 la colonia fu elevata al rango di distretto.

## Economia
Bella Vista è considerata nel paese la "capitale del mate". La produzione, la trasformazione e la commercializzazione dell'erba mate sono infatti le principali attività economiche del distretto.